# Ipilimumab
Ipilimumab – ludzkie przeciwciało monoklonalne blokujące antygen CTLA-4 (cytotoxic T lymphocyte-associated antigen 4) zwiększając tym samym aktywność układu immunologicznego. Ipilimumab został opracowany przez firmy Medarex i Bristol-Myers Squibb i znalazł zastosowanie w terapii nowotworów. Do odkrycia przyczyniły się prace badawcze Jamesa P. Allisona na Uniwersytecie Kalifornijskim w Berkeley.

## Działanie
Ipilimumab wiąże się z antygenem CTLA-4 na powierzchni limfocytów T (ang. T-cells). Blokada tego receptora powoduje zwiększenie aktywności limfocytów T. Zakłada się, że odgrywa to kluczową rolę w regulowaniu procesu naturalnej odpowiedzi immunologicznej. Ipilimumab jest zaprojektowany tak, aby zablokować aktywności CTLA-4. Dzięki temu limfocyty T mogą pozostać aktywne i mogą atakować komórki rakowe.

## Badania kliniczne nad skutecznością ipilimumabu

### Czerniak
Badanie kliniczne II fazy z ipilimumabem w monoterapii u chorych zarówno u chorych z czerniakiem w stopniu III i IV wykazały najlepszą skuteczność dawki 10 mg/kg masy ciała.
Na kongresie Amerykańskiego Towarzystwa Onkologii Klinicznej (ASCO) w czerwcu 2010 zostały zaprezentowane wyniki badań III fazy u chorych z czerniakiem złośliwym w stopniu III i IV.
W randomizowanym, podwójnie zaślepionym badaniu ipilimumabu w połączeniu z glikopeptydową szczepionką (gp100) wykazano, że całkowity czas przeżycie pacjentów leczonych ipilimumabem (ratio 0.66, p=0.0026) był znacząco dłuższy niż pacjentów, którzy otrzymywali tylko glikopeptydową szczepionką (gp100). 46% pacjentów leczonych ipilimumabem pozostawało przy życiu po roku badania w porównaniu do 25% pacjentów w ramieniu kontrolnym. Po 2 latach badania przy życiu pozostało 24% pacjentów leczonych ipilimumabem w porównaniu do 14% pacjentów w ramieniu kontrolnym. U 15% pacjentów leczonych ipilimumabem wystąpiły zdarzenia niepożądane wiązane z immunoterapią.
W innym badaniu klinicznym z ipilimumabem zaobserwowano również całkowitą remisję przerzutów do mózgu w czerniaku w stopniu IV.

### Rak prostaty
Zakończyły się badania kliniczne I i II fazy z ipilimumabem u pacjentów z hormonoopornym rakiem stercza. Badania wykazały znaczne zmniejszenie guzów, u dwóch pacjentów guzy zmniejszyły się do tego stopnie, że było możliwe ich usunięcie.
Aktualnie (2010 r.) trwają badania III fazy.

### Rak płuc
W lutym 2008 roku rozpoczęło się badanie II fazy u pacjentów z drobno i niedrobnokomórkowym raku płuc z ipilimumabu w połączeniu z paklitakselem i karboplatyną w różnych kombinacjach. Rezultaty badania zapowiedziane są na koniec 2010 roku.

## Działania niepożądane
Zdarzenia niepożądane o podłożu immunologicznym 3 lub 4 stopnia (biegunka/zapalenie jelita grubego, zapalenie wątroby, endokrynopatie – zapalenie/niedoczynność przysadki) obserwowano u 22% chorych leczonych ipilimumabem.